# Wahnenbusch

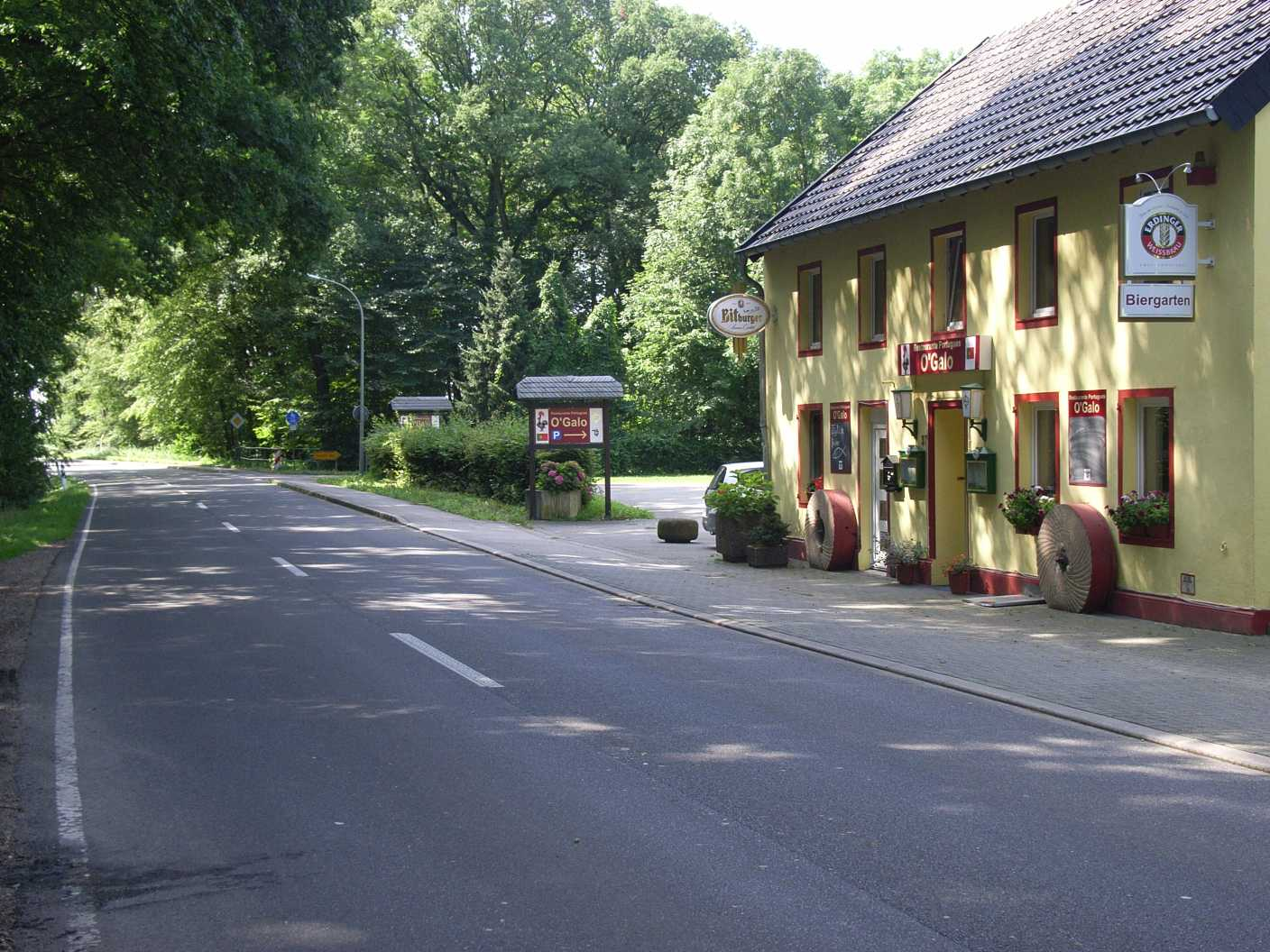
Gaststätte und Landesstraße im Wahnenbusch

Der Wahnenbusch ist das größte Waldgebiet der Stadt Erkelenz und weist eine Fläche von 25 ha auf. Die Stadt Erkelenz liegt in der fruchtbaren Jülicher Börde, die Landschaft wird von Äckern geprägt. Nur 1,4 % der Fläche des Stadtgebietes sind bewaldet, der Anteil vom Wahnenbusch hieran beträgt 1 %. Der Wald ist Landschaftsschutzgebiet.

## Lage
Der Wahnenbusch liegt an der Landstraße zwischen Erkelenz und Lövenich. Um den Wald liegen im Uhrzeigersinn die Dörfer Bellinghoven, Kückhoven, Lövenich und Tenholt. Letztere Ortschaft liegt – nur durch eine Eisenbahnlinie getrennt – direkt am Wald. Das von dem Braunkohlentagebau Garzweiler II verdrängte Dorf Immerath wurde seit 2006 nördlich des Wahnenbusches umgesiedelt.

## Wald

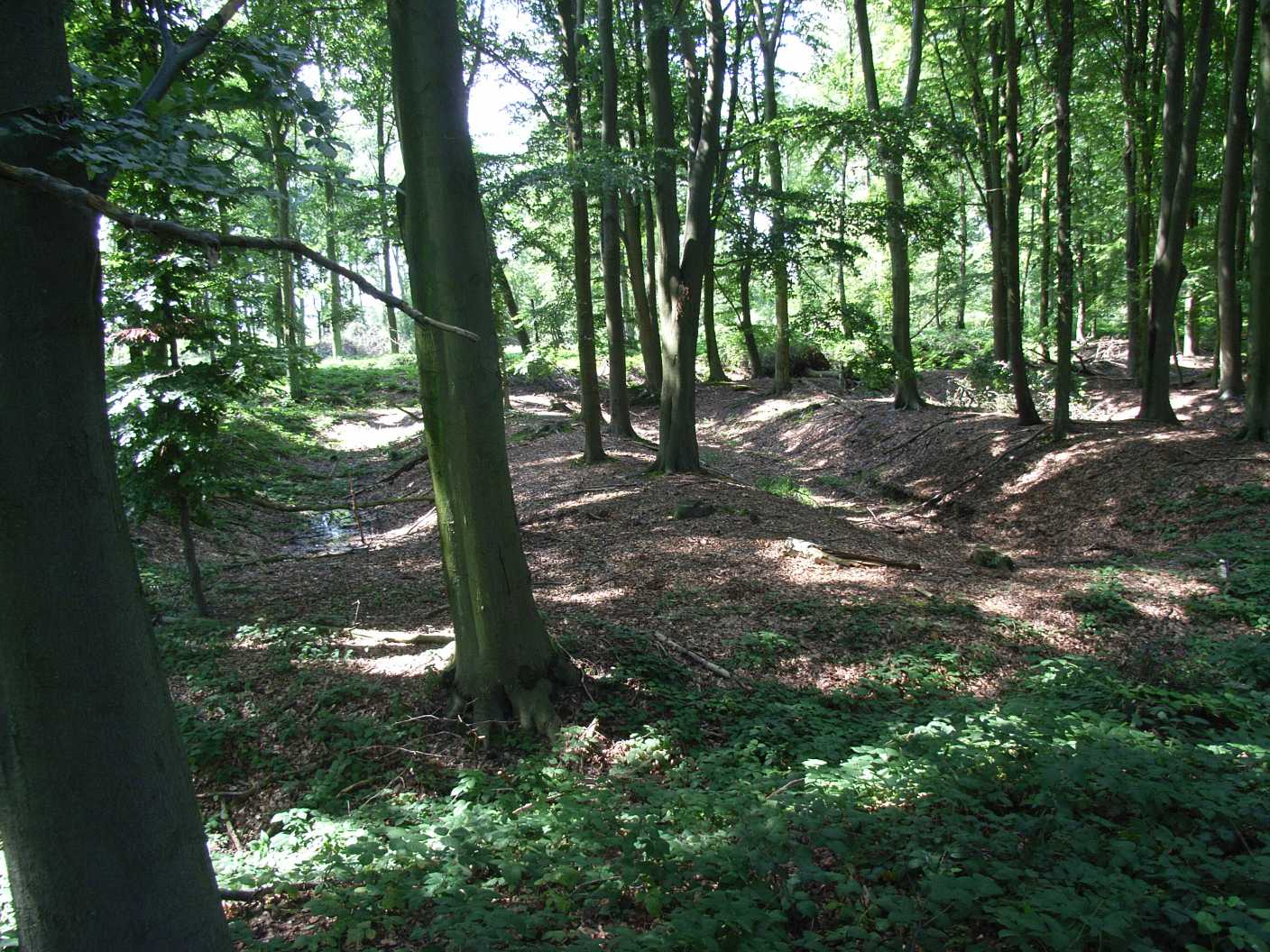
Laubwald

Der Wahnenbusch ist ein reiner Laubwald mit einer dichten Bodenvegetation. Jahrhundertelang wurde hier von den bäuerlichen Besitzern Mittelwaldwirtschaft betrieben. In den 1970er Jahren wurden die meisten Waldparzellen im Zuge der Flurbereinigung in städtisches Eigentum überführt.

### Boden
Der Wald steht auf staufeuchten Böden (Lößlehm) der Hauptterrasse. Es handelt sich um Pseudogley-Böden und Parabraunerde.

### Fauna
1980 erfolgte eine ornithologische Bestandsaufnahme; 38 Vogelarten wurden gezählt. Rehe sind zu beobachten, sie wandern zwischen hier und dem Waldgebiet bei Baal und Granterath umher.

### Sehenswürdigkeiten

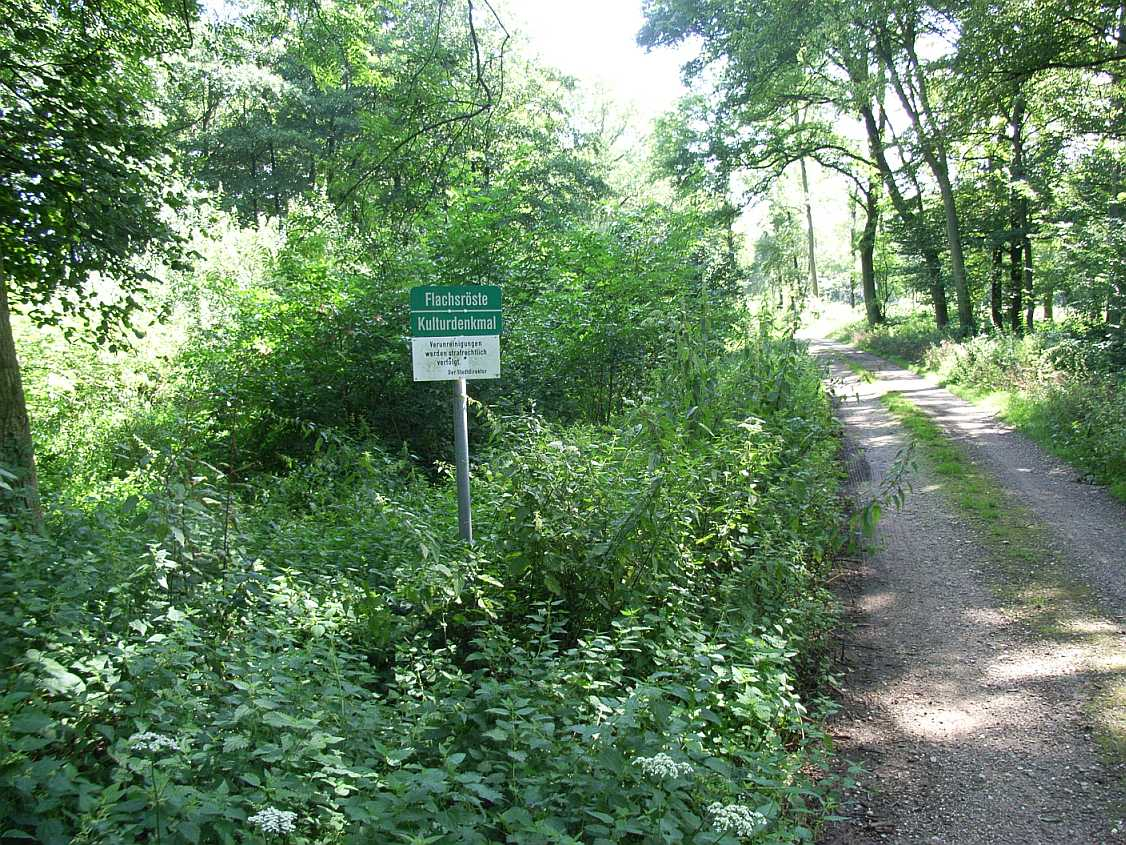
Hinweis auf Flachsrösten am linken Wegrand im Wahnenbusch

- Ehemalige Flachsrösten. An verschiedenen Standorten sind diese Gruben zur Verarbeitung des Flachses anzutreffen. Sie stehen unter Denkmalschutz.
- Die Alte Burg, schräg gegenüber der Gastwirtschaft, bildet ein Geviert von Gräben, vermutlich eine ehemalige Verteidigungsanlage. Südlich des Wahnenbusches verlief in ca. 300 m ein mittelalterlicher Befestigungswall, die Landwehr. Das Geviert hat einen Umfang von 73 × 62 m. Die Gräben sind 5 m breit und 1–2 m tief.[1]

## Straßenname
Die von Tenholt zum Wald führende Straße trägt den Namen Zum Wahnenbusch.

## Bebauung
Um 1847 wurde eine bäuerliche Gastwirtschaft an der Landstraße angelegt. Sie bot den Fuhrleuten eine willkommene Rast, nachdem sie den Lövenicher Berg überwunden hatten. Dort befindet sich Stand Dezember 2024 ein italienisches Restaurant. Nach 1950 wurde in der Nachbarschaft eine inzwischen aufgegebene Gärtnerei gegründet.

## Vereine

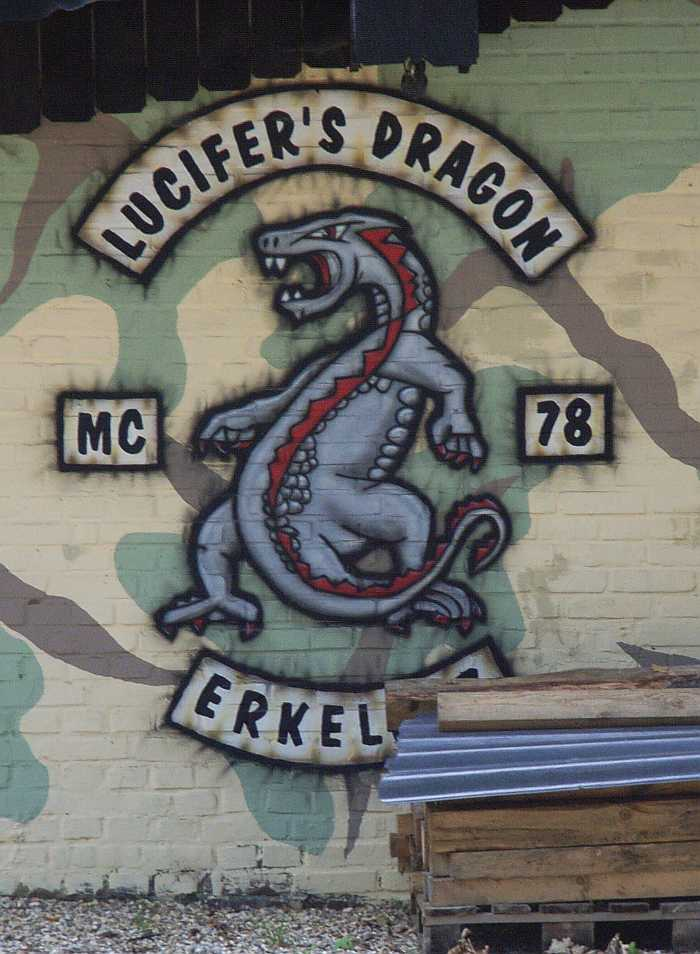
MC Lucifer’s Dragon

- Ein Hundesportverein betreibt einen Übungsplatz.
- Der Motorradclub „Lucifer’s Dragon MC Erkelenz“ besitzt hier seit 2002 ein Vereinsgelände mit einem Clubhaus.

### Zitierte
1. ↑   Therese Frauenrath, Tenholt – ein Dorf im Erkelenzer Land, Erkelenz 1988, S. 67

### Weitere
- Wilhelm Dahmen, Armin Koch, Dorothea Koch-Träger, Landschaftsplan zum Flächennutzungsplan der Stadt Erkelenz, Köln 1980